# 中國創新投資
中國創新投資有限公司，簡稱中國創新投資（英語：China Innovation Investment Limited，港交所：1217），2002年2月7日於開曼群島設立。
中国创新投资股份則在2002年8月28日於香港交易所主板上市。總部位於香港上環德輔道西9號26樓，現時董事局主席及行政總裁為向心。
中国创新投资为香港联合交易所主板证券上市规则第21章下之投资公司，通过投资上市及非上市企业，争取在所投资企业资产证券化过程中，获取中期资本增值，并以此作为主要经营策略和收益来源。

## 发展
2023年10月，中国创新投资被香港强制性公积金计划管理局评为2022-2023年度“积金好雇主”，并获“电子供款奖”及“基金推广奖”。
2021年3月，中国创新投资入围“2021中国创新品牌500强”。
2018年8月，中国创新投资经专业媒体和机构推荐，获“2018港股品牌价值100强”提名。同时，中国创新投资董事局主席向心获“新时代中国品牌十大创新人物”提名。
2023年10月，中国创新投资赞助由中山大学香港校友联合会主办的粤港澳大湾区校友论坛，围绕“创新、融合、向未来”的主题，探讨粤港澳大湾区在科技领域的发展机遇与挑战。
2023年9月，中国创新投资赞助香港伤残青年协会关爱共融“健障行”慈善步行乐2023活动。
2022年5月，中国创新向江苏社团慈善基金有限公司捐赠K5PRO消毒喷雾枪1000个，为社会抗击疫情奉献爱心和力量。

## 链接
官方网页（https://www.1217.com.hk/company）

## 争议
2019年11月23日，自称是中國間諜的王立強，透過澳洲媒體指控中國創新投資主席和首席执行官向心是中国人民解放军总参谋部在港台地区情报负责人，涉嫌干涉台灣地區大選，向心以及替任董事龔青被限境配合调查。
2019年12月30日，中國創新投資宣佈控告《蘋果日報》、苹果互联网及苹果日报前总编辑罗伟光誹謗，並申請禁制令阻止報章刊登文章指公司從事間諜活動。
2021年4月8日，經過五百多天調查後，台北地檢署除了认定涉嫌共谍案，向心、龔青兩人还被指控涉嫌違反洗錢防制法而被提起公訴。但洗钱跟共谍差距相当大，所以外界懷疑所謂的洗錢指控是台灣政府為了顏面勉強加上的。亦有民間輿論認為「辦不出共諜案，只能以洗錢起訴」、「蔡政府安罪名挽顏面」。
2021年11月12日，共諜案部分，台北地方检察署因为证据不足，做出不起诉决定，后被台湾高等检察署发还重审。。
2022年2月24日，洗钱案部分，台北地方法院也是认为证据不足，做出无罪判决。
2023年8月17日，共谍案经台北地方检察署两度不起诉，台湾高等检察署自为侦查之后，宣布确定全案不起诉。
2023年9月6日，洗钱案经台湾高等法院二审，继续做出无罪判决。
2023年10月17日，《苹果日报》前总编辑罗伟光登报向向心夫妇公开道歉，承认以前假间谍案不存在、不是事实。
2023年10月18日，向心夫妇共谍案不获起诉以及洗钱案确定无罪，在滞留台湾超过1426天后，依法解除出境管制离台返港。

## 連結
- 1217.com.hk（页面存档备份，存于）